# Żurejny
Żurejny (deutsch Szioreinen, 1938 bis 1945 Schioreinen) ist ein Ort in der polnischen Woiwodschaft Ermland-Masuren. Er gehört zur Gmina Ostróda (Landgemeinde Osterode in Ostpreußen) im Powiat Ostródzki (Kreis Osterode in Ostpreußen).

## Geographische Lage
Żurejny liegt am Ostufer des (Großen) Schilling-Sees (polnisch Jezioro Szeląg Wielki) im Westen der Woiwodschaft Ermland-Masuren, sieben Kilometer östlich der Kreisstadt Ostróda (deutsch Osterode i. Ostpr.).

## Geschichte
Der ursprünglich Sereynen – nach 1591 Szorainen, nach 1657 Szioreynen, nach 1695 Sioreinen und nach 1820 Sziorainen – genannte Ort bestand lediglich aus einem kleinen Gehöft. 1874 kam er zum Amtsbezirk Jablonken (polnisch Stare Jabłonki) im Kreis Osterode in Ostpreußen. 1928 wurde Szioreinen in den Gutsbezirk Stare Jablonki eingemeindet. Am 3. Juni – offiziell bestätigt am 16. Juli – 1938 erhielt der Ort die Umbenennung in „Schioreinen“.
Als 1945 in Kriegsfolge das gesamte südliche Ostpreußen an Polen überstellt wurde, war auch Schioreinen davon betroffen. Der Ort erhielt die polnische Namensform „Żurejny“ und ist heute „część wsi Stare Jabłonki“  (= „Teil des Dorfes Stare Jabłonki“) in der Landgemeinde Ostróda (Osterode in Ostpreußen) im Powiat Ostródzki (Kreis Osterode in Ostpreußen), bis 1998 der Woiwodschaft Olsztyn, seither der Woiwodschaft Ermland-Masuren zugehörig.

## Kirche
Szioreinen resp. Schioreinen war bis 1945 in die evangelische Kirche Osterode in Ostpreußen in der Kirchenprovinz Ostpreußen der Kirche der Altpreußischen Union sowie in die römisch-katholische Kirche der Kreisstadt eingepfarrt. Heute gehört Żurejny evangelischerseits weiterhin zu Ostróda – jetzt in der Diözese Masuren der Evangelisch-Augsburgischen Kirche in Polen gelegen – und außerdem zur römisch-katholischen Pfarrei Stare Jabłonki im Erzbistum Ermland.

## Verkehr
Żurejny liegt nördlich der Landesstraße 16 und ist von Stare Jabłonki aus auf direktem Wege erreichbar. Stare Jabłonki ist außerdem die nächste Bahnstation und liegt an der Bahnstrecke Toruń–Tschernjachowsk.